# Sarkofag
Sarkofag (lat. sarcophagus; grč. λίθος σαρκοφάγος lithos sarkophagos 'kamen koji jede, troši meso; kameni lijes'; od σάρξ sárx 'meso', φαγεῖν phagêin 'jesti') je nadgrobni spomenik u obliku sanduka od kamena, osobito mramora, kovine, pečene gline ili drva, redovito oslikan ili urešen reljefima u koji se polaže drveni lijes. U uporabi je od III. tisućljeća prije Krista u starom Egiptu, gdje je korišten kao spremište za mumiju.
Poklopac mu je ili ravan, ili u obliku krova na dvije vode s rogovima na uglovima. Stranice su mu gotovo redovito bogato ukrašene figuralnim prikazima portreta pokojnika i scena iz njegova života, ili pak mitološkim scenama. Od antike upotrebu sarkofaga preuzelo je i kršćanstvo, ali mu mijenja ikonografski sadržaj reljefne dekoracije. Isprva središnje mjesto zauzima križ, a kasnije biblijske scene koje simboliziraju ili neposredno govore o uskrsnuću i zagrobnom životu.
Značajni sarkofazi su:
- Sarkofag Tutmozisa III.
- Sarkofag Tutankamona, 1800. pr. Kr.
- Sarkofag Aleksandra Velikog, 336. pr. Kr.
- Sarkofag Junija Basa, 359. g.
- Sarkofag iz Salone s prikazom Dobrog pastira, Arheološki muzej, Split.